# Schul- und Leistungssportzentrum Berlin
Das Schul- und Leistungssportzentrum Berlin (SLZB) ist eine Integrierte Sekundarschule in Berlin-Alt-Hohenschönhausen. Es bestand bis 2014 aus zwei Standorten – dem Sportforum und dem Europasportpark. Das SLZB ist im Rahmen eines Schulversuches aus der Fusion der zwei Sportgymnasien Werner-Seelenbinder-Schule und Coubertin-Gymnasium hervorgegangen.

## Konzept
Das pädagogische Konzept des SLZB ist auf die Bedürfnisse leistungssportlich trainierender Schülerinnen und Schüler ausgerichtet und ermöglicht alle Bildungsabschlüsse nach dem Berliner Schulgesetz. Das erklärte Ziel des SLZB ist eine optimale sportliche Förderung von Kindern und Jugendlichen im Einklang mit guter schulischer Ausbildung. Das SLZB gehört zu den 43 deutschen Eliteschulen des Sports, die eine duale Karriere anbieten, und hat vom Deutschen Olympischen Sportbund nach 2007 erneut die Auszeichnung „Beste Eliteschule des Sports 2014“ erhalten.

## Aufnahmebedingungen
Neben der Bildungsempfehlung (Realschule oder Gymnasium), dem letzten Zeugnis, dem Endergebnis aller sportfachlichen Überprüfungen und einem gesundheitlichen Gutachten des Zentrums für Sportmedizin ist für die Aufnahme am SLZB die Empfehlung durch den Landessportbund ausschlaggebend.

## Schulform
Das SLZB ist eine Ganztagsschule. Im Rahmen des Ganztagsbetriebes wird versucht die Doppelbelastung von Schule und Training durch gezielte Fördermaßnahmen zu mildern. Zu den Methoden zählen Einzel- und Gruppenunterricht, Stütz- und Förderunterricht, Einbindung von E-Learning und Ferienunterricht. Zusätzliche Maßnahmen sind geringe Klassenstärken, Schulzeitstreckung und Doppelsteckung (der Unterricht in den Kernfächern Deutsch, Mathematik und Englisch wird durch Doppelsteckung personell verstärkt. Pro Klasse und pro Kernfach werden wöchentlich zwei Schulstunden, also insgesamt sechs Stunden pro Woche, zusätzlich angeboten).

## Geförderte Sportarten
Generell erfolgt eine Unterteilung in Profil- und Projektsportarten. Profilsportarten, die am SLZB gefördert werden, sind:
Ab Jahrgangsstufe 5
- Eiskunstlauf (außer Synchronlaufen)
- Schwimmen
- Turnen (männlich)
- Turnen (weiblich)
- Wasserspringen

Ab Jahrgangsstufe 7
- Badminton
- Basketball (männlich)
- Bogenschießen
- Eisschnelllauf
- Fechten
- Gewichtheben
- Judo[7]
- Leichtathletik[8]
- Volleyball und Beach-Volleyball

Projektsportarten, die am SLZB ab Jahrgangsstufe 7 gefördert werden:
- Boxen
- Eishockey
- Fußball
- Handball[9]

Einzeleinschulungen sind in weiteren olympischen Sportarten möglich, die mit dem Landessportbund Berlin abgestimmt sind.

## Verbleib oder Verlassen des SLZB
Das entscheidende Kriterium ist die sportliche Leistung der einzelnen Sportler. Bei Beendigung der leistungssportlichen Karriere besteht kein Anspruch auf besondere sportliche oder schulische Förderung und den weiteren Besuch des SLZB. In diesen Fällen muss das SLZB nach der 6., der 8. oder der 10. Klasse verlassen werden. Die weitere schulische Betreuung bleibt zunächst offen.

## Neubau und Zusammenlegung der ehemals zwei Standorte
Zum Beginn des Schuljahres 2014/15 wurde der Neu- bzw. Anbau und die Turnhalle am Standort Sportforum fertiggestellt und der Benutzung durch die Schule übergeben. Die feierliche Schlüsselübergabe fand am 13. Juli 2015 statt. Somit sind das ehemalige Coubertin-Gymnasium bzw. Werner-Seelenbinder-Schule an einem Standort zum SLZB fusioniert.